# إيس ميغخورن غران
بلدية إيس ميغخورن غران (بالإسبانية: Es Migjorn Gran) هي بلدية تقع في منطقة جزر البليار شرق إسبانيا.

## الديموغرافيا
بلغ عدد سكان بلدية إيس ميغخورن غران 1.526 نسمة عام 2011 (وفقاً للمعهد الوطني للإحصاء الإسباني).
| 1.076 | 1.136 | 1.226 | 1.409 | 1.518 | 1.523 | 1.526 |